# Canton de Rochefort
Le canton de Rochefort est une circonscription électorale française du département de la Charente-Maritime créée par le décret du 27 février 2014 et entrée en vigueur lors des élections départementales de 2015.

## Histoire
- Un premier canton de Rochefort a existé de 1801 à 1852.

Liste des conseillers généraux et des conseillers d'arrondissement : voir canton de Rochefort-Nord.
- De 1852 à 2015, voir canton de Rochefort-Nord et canton de Rochefort-Sud.

- De 1985 à 2015, voir canton de Rochefort-Centre.

- Un nouveau découpage territorial de la Charente-Maritime entre en vigueur en mars 2015, défini par le décret du 27 février 2014[1], en application des lois du 17 mai 2013 (loi organique 2013-402 et loi 2013-403)[2]. Les conseillers départementaux sont, à compter de ces élections, élus au scrutin majoritaire binominal mixte. Les électeurs de chaque canton élisent au Conseil départemental, nouvelle appellation du Conseil général, deux membres de sexe différent, qui se présentent en binôme de candidats. Les conseillers départementaux sont élus pour 6 ans au scrutin binominal majoritaire à deux tours, l'accès au second tour nécessitant 12,5 % des inscrits au 1er tour. En outre la totalité des conseillers départementaux est renouvelée. Ce nouveau mode de scrutin nécessite un redécoupage des cantons dont le nombre est divisé par deux avec arrondi à l'unité impaire supérieure si ce nombre n'est pas entier impair, assorti de conditions de seuils minimaux[3]. En Charente-Maritime, le nombre de cantons passe ainsi de 51 à 27.

Le canton de Rochefort est formé d'une commune issue des anciens cantons de Rochefort-Centre (1 fraction de commune), de Rochefort-Nord (1 fraction de commune) et de Rochefort-Sud (1 fraction de commune). Le bureau centralisateur est fixé à Rochefort. Il est entièrement inclus dans l'arrondissement de Rochefort.

## Représentation
| Période élective | Période élective | Mandat | Mandat   | Identité                   | Nuance | Nuance | Qualité                                                 |
| ---------------- | ---------------- | ------ | -------- | -------------------------- | ------ | ------ | ------------------------------------------------------- |
| 2015             | 2021             | 2015   | 2021     | Caroline Campodarve-Puente |        | LR     | Professeure, adjointe au maire de Rochefort depuis 2020 |
| 2015             | 2021             | 2015   | 2021     | Gérard Pons-et-Huguet      |        | LR     | Retraité, adjoint au maire de Rochefort depuis 2020     |
| 2021             | 2028             | 2021   | en cours | Caroline Campodarve        |        | LR     | Conseillère sortante                                    |
| 2021             | 2028             | 2021   | en cours | Gérard Pons-et-Huguet      |        | LR     | Conseiller sortant                                      |

### Résultats détaillés

#### Élections de mars 2015
À l'issue du 1er tour des élections départementales de 2015, deux binômes sont en ballottage : Pierre Feydeau et Christelle Pieuchot (PS, 28,31 %) et Caroline Campodarve et Gérard Pons (UMP, 26,85 %). Le taux de participation est de 44,53 % (7 822 votants sur 17 564 inscrits) contre 50,08 % au niveau départemental et 50,17 % au niveau national.
Au second tour, Caroline Campodarve et Gérard Pons (UMP) sont élus avec 50,11 % des suffrages exprimés et un taux de participation de 44,8 % (3 619 voix pour 7 868 votants et 17 564 inscrits).

#### Élections de juin 2021
Le premier tour des élections départementales de 2021 est marqué par un très faible taux de participation (33,26 % au niveau national). Dans le canton de Rochefort, ce taux de participation est de 30,91 % (5 294 votants sur 17 129 inscrits) contre 33,83 % au niveau départemental. À l'issue de ce premier tour, deux binômes sont en ballottage : Caroline Campodarve et Gérard Pons (Union à droite, 42,32 %) et Isabelle Flamand et Jean-Pierre Lartige (Union à gauche avec des écologistes, 28,96 %).
Le second tour des élections est marqué une nouvelle fois par une abstention massive équivalente au premier tour. Les taux de participation sont de 34,3 % au niveau national, 34,56 % dans le département et 31,63 % dans le canton de Rochefort. Caroline Campodarve et Gérard Pons (Union à droite) sont élus avec 55,89 % des suffrages exprimés (2 828 voix pour 5 419 votants et 17 130 inscrits),,.

## Composition
Le canton de Rochefort comprend la commune de Rochefort.
| Nom                               | Code Insee | Intercommunalité   | Superficie (km2) | Population (dernière pop. légale) | Densité (hab./km2) | Modifier                                    |
| --------------------------------- | ---------- | ------------------ | ---------------- | --------------------------------- | ------------------ | ------------------------------------------- |
| Rochefort (bureau centralisateur) | 17299      | CA Rochefort Océan | 21,95            | 23 188 (2022)                     | 1 056              | modifier les données · modifier les données |
| Canton de Rochefort               | 1713       |                    |                  | 23 188 (2022)                     |                    | modifier les données                        |

## Démographie
En 2022, le canton comptait 23 188 habitants, en évolution de −3,57 % par rapport à 2016 (Charente-Maritime : +4,04 %, France hors Mayotte : +2,11 %).
| 2013   | 2018   | 2022   |
| ------ | ------ | ------ |
| 24 761 | 23 583 | 23 188 |